# Hygrohypnum circulifolium
Hygrohypnum circulifolium là một loài rêu trong họ Amblystegiaceae. Loài này được Müll. Hal. & Kindb. Broth. mô tả khoa học đầu tiên năm 1908.